# Ignacio Drago
Ignacio Drago (Lima, 27 de octubre de 1985) es un exfutbolista peruano que jugaba como arquero. Tiene 39 años y es hermano de la modelo y actriz Emilia Drago.

## Familiares
Miembro de una saga de futbolistas: su abuelo era Roberto Drago; su padre, Roberto Drago Maturo, y su tío, Jaime Drago.
Su hermana es la actriz y modelo Emilia Drago.

## Trayectoria
Nacho Drago debutó en primera jugando por Unión Huaral el 2005, club con el que pierde la categoría el siguiente año. 
El 2007, Cienciano lo contrata para ser el tercer arquero de su equipo. Luego, se va a jugar al Deportivo Aviación en la segunda división, donde, tras cumplir una buena temporada, es contratado por el Sport Boys el 2009. Fue campeón nacional con el Juan Aurich en el 2011.

## Clubes
| Club               | País | Año       |
| ------------------ | ---- | --------- |
| Unión Huaral       | Perú | 2005-2006 |
| Cienciano          | Perú | 2007      |
| Deportivo Aviación | Perú | 2008      |
| Total Chalaco      | Perú | 2009      |
| Sport Boys         | Perú | 2009-2010 |
| Juan Aurich        | Perú | 2011-2012 |

## Palmarés
| Título                    | Club        | País | Año  |
| ------------------------- | ----------- | ---- | ---- |
| Segunda división          | Sport Boys  | Perú | 2009 |
| Primera división del Perú | Juan Aurich | Perú | 2011 |